# نقد هنری

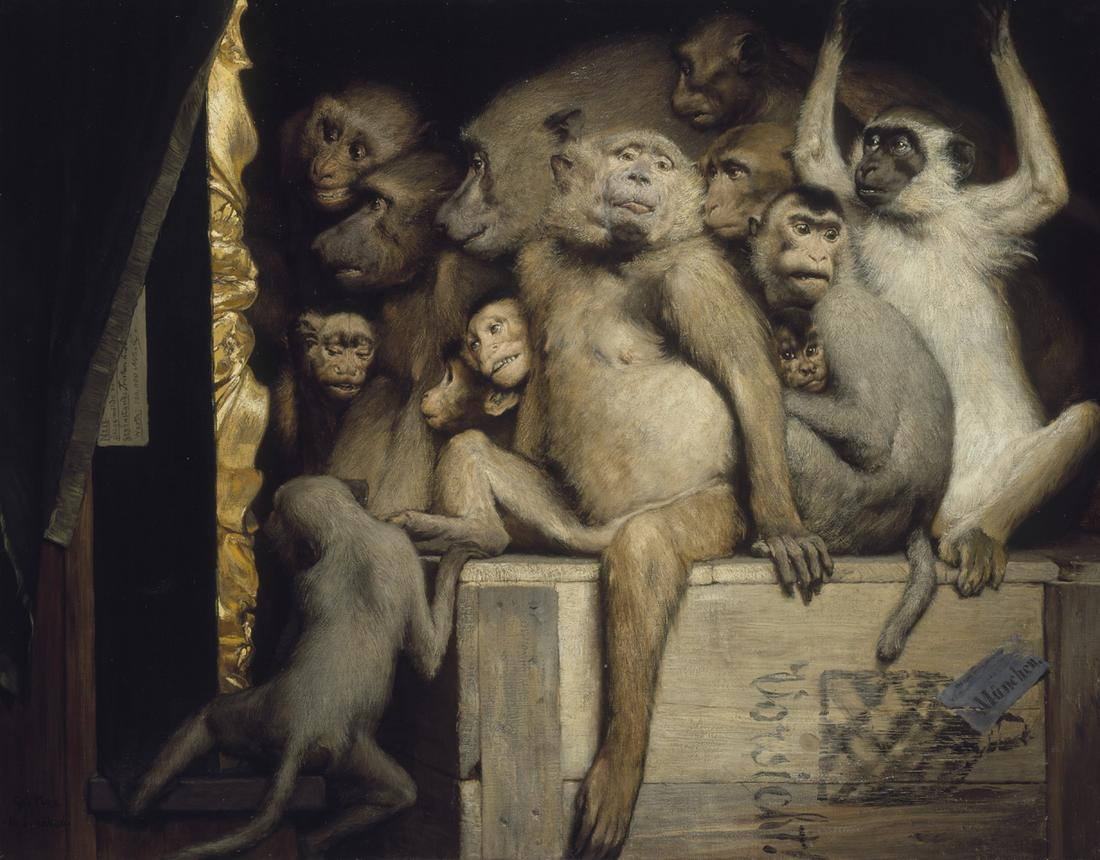
میمون‌ها به عنوان داوران هنری، ۱۸۸۹، اثر گابریل فون ماکس.

نقد هنری نقدی است که به بحث و ارزیابی در آثار هنر بصری می‌پردازد.
منتقدان هنر معمولاً آثار هنری را از جنبه‌های زیبایی‌شناسی یا تئوری زیبایی مورد نقد و بررسی قرار می‌دهند. یکی از اهداف نقد هنری دستیابی به مبنای عقلانی برای درک هنر است.
انواع جنبش‌های هنری منجر به تقسیم نقد هنری به رویکردهای مختلفی گردیده که هر کدام با استفاده از معیارهای مختلف خودشان به قضاوت بر روی آثار هنری می‌پردازند. رایج‌ترین این تقسیم‌بندی‌ها در حوزهٔ نقد، تقسیم آن به نقد و ارزیابی تاریخی (شکلی از تاریخ هنر) و نقد معاصر از کار توسط هنرمندان زنده‌ است.
با وجود پیش‌داوری‌ای که می‌گوید نقد هنری فعالیت بسیار کم‌خطرتری نسبت به تولید آثار هنری است، با گذشت زمان نظرات در باب هنر فعلی روزگار همواره مورد اصلاحات شدید قرار می‌گیرد. منتقدان گذشته اغلب به دو دلیل مورد تمسخر قرار می‌گرفتند: یا برای هم طرفداری از هنرمندان روزگار خود (مانند نقاشان آکادمیک در اواخر قرن ۱۹) یا رد هنرمندان روزگار که مورد تکریمند (مثل اوایل کار امپرسیونیست‌ها). بعضی از جنبش‌های هنری که توسط منتقدان با عناوین بی‌ارزش نام‌گذاری شده بودند، آن نام‌ها بعدها توسط هنرمندان سبک به عنوان یک نوع نشان افتخار استفاده می‌شد (به عنوان مثال امپرسیونیسم، کوبیسم) و اصل معنای منفی به فراموشی سپرده می‌شد.

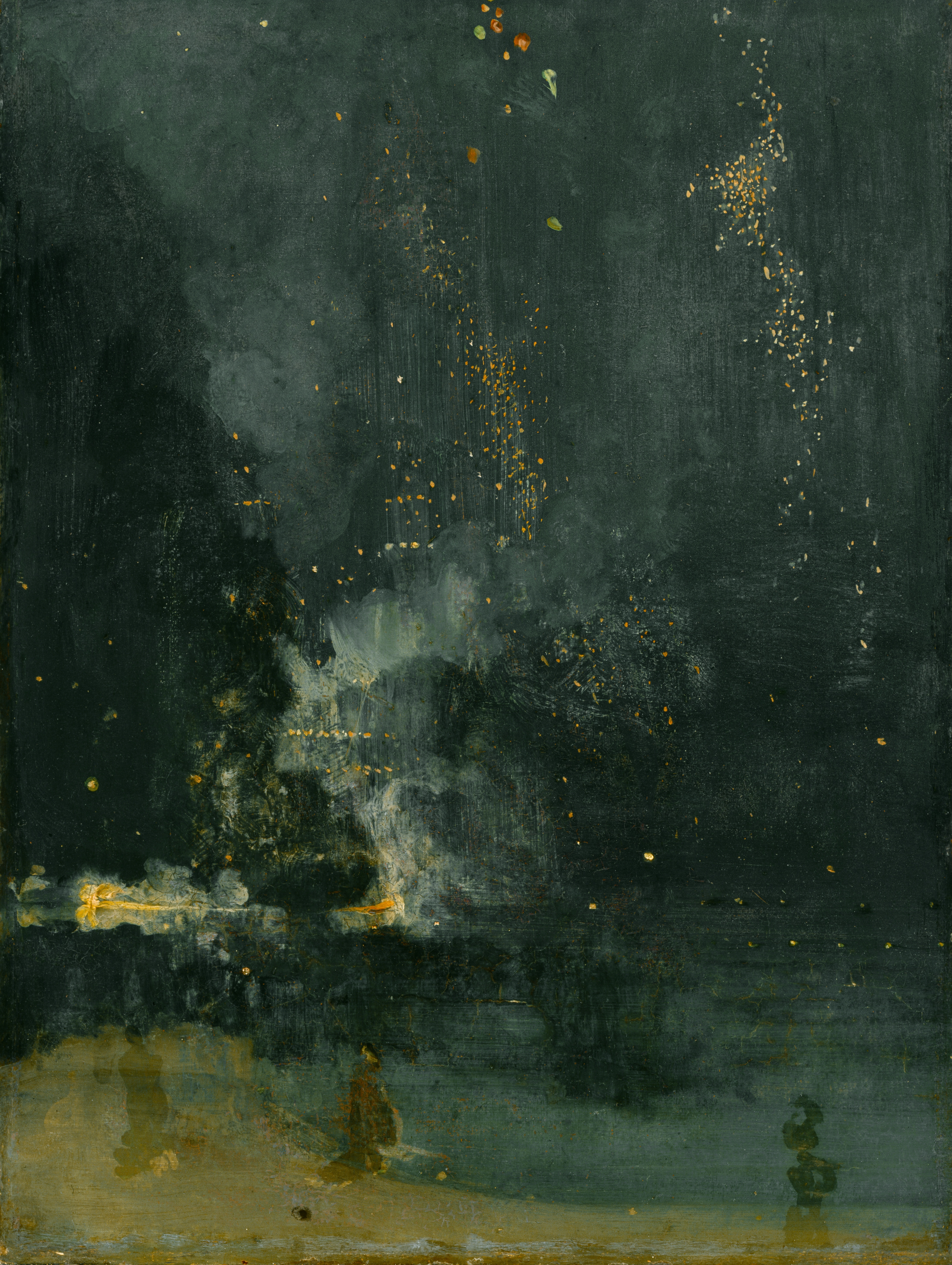
شبانه سیاه و طلایی، سقوط موشک اثر جیمز مک‌نیل ویسلر.

معروف است که جان راسکین یکی از نقاشی‌های جیمز مک‌نیل ویسلر، یعنی «منظر شب در سیاه و طلا: سقوط فشفشه»، را با «پرتاب یک قوطی رنگ به سمت صورت عموم مردم» مقایسه کرد.
هنرمندان اغلب روابط بدی با منتقدان خود داشته‌اند. هنرمندان معمولاً نیاز به نظر مثبت منتقدان دارند تا آثارشان مشاهده و خریداری شود؛ متأسفانه برای هنرمندان، تنها نسل‌های بعدی ممکن است آثارشان را درک کنند.

## تاریخچه

### سرمنشأ
اگرچه نقد هنری ممکن است سرمنشأ خود را در ریشه‌های هنر بیابد، نقد هنری به عنوان یک رویکرد معتبر به شکل امروزی آن در قرن ۱۸ به دست آمد.
اولین نویسنده‌ای که به عنوان یک منتقد هنری در فرانسهٔ قرن ۱۸ شهرت کسب کرد لا فون دو سن‌ینه بود که در مورد سالن ۱۷۳۷ نوشت. نوشتهٔ او در درجهٔ اول برای سرگرمی و در عین حال نوشته‌ای بود ضد سلطنت‌طلبی.
دنی دیدرو نویسندهٔ فرانسوی قرن ۱۸ اغلب به عنوان مخترع رسانهٔ مدرن نقد هنری شناخته می‌شود. «سالن ۱۷۶۵» دیدرو یکی از اولین تلاش‌های واقعی به منظور به تصرف درآوردن هنر توسط کلمات بود. به گفته مورخ تاریخ هنر توماس ای. کرو «وقتی دیدرو شروع کرد به نوشتن نقد هنری، در حقیقت جای پایی درست کرد برای نسل اول نویسندگان حرفه‌ای که ارائهٔ شرح و قضاوت آثار نقاشی و مجسمه‌سازی معاصران‌شان حرفه‌شان شود. تقاضا برای چنین تفسیرهایی محصولی بود از رسم معمول مشابه نوینی که از آخرین آثار هنری نمایش‌داده شده در نمایشگاه‌های عمومی، منظم، رایگان روز خبر می‌دادند.»
چهرهٔ شاخص نقد هنری قرن ۱۹، شاعر فرانسوی شارل بودلر بود که اولین کار منتشرشدهٔ وی در باب مرور آثار هنری روز «سالن ۱۸۴۵» بود و به دلیل جسارت سریعاً مورد توجه قرار گرفت. بسیاری از نظرات انتقادی وی در زمان خود تازه بودند، ازجمله دفاع او از اوژن دولاکروا و گوستاو کوربه. هنگامی که اثر معروف ادوار مانه، المپیا (۱۸۶۵)، که پرتره‌ای از یک فاحشهٔ برهنه بود، و برای واقع‌گرایی آشکارش مورد انتقاد فراوان قرار گرفت، بودلر به‌طور خصوصی در حمایت از دوست خود مشغول کار شد.

### پیش از جنگ جهانی دوم
اعضای گروه بلومزبری راجر فرای و کلایو بل منتقدان هنری انگلیسی قابل توجه قبل از جنگ جهانی دوم بودند. فرای معرف سبک پست امپرسیونیسم به این کشور، و بل یکی از بنیان‌گذاران رویکرد فرمالیستی به هنر است. هربرت رید به دفاع از هنرمندان مدرن بریتانیا از جمله پل نش، بن نیکلسون، هنری مور و باربارا هپورت پرداخت.
در آمریکا، کلمنت گرینبرگ برای اولین بار در سال ۱۹۳۹ با انتشار مقالهٔ آوانگارد و کیچ در مجلهٔ پارتیزان ریویو خود را به عنوان یک منتقد هنری نامید.

### پس از جنگ جهانی دوم
مانند شارل بودلر که در قرن نوزدهم به عنوان پدیدهٔ شاعران‌منتقد ظهور کرد، بار دیگر در قرن بیستم با چنین پدیده‌ای مواجه بودیم به‌طوری که گیوم آپولینر، شاعر فرانسوی، تبدیل به قهرمان کوبیسم شد. کمی بعد، آندره مالرو، نویسنده و قهرمان جبش مقاومت فرانسه، به‌طور گسترده در باب هنر می‌نویسد، به‌طوری که شهرت وی فراتر از محدوده‌های اروپا می‌رود. جالب توجه‌است که اعتقاد راسخ وی به این‌که پیشتازی آمریکای لاتین در نقاشی دیواری مکزیکی (اوروزکو، ریورا و سی‌که‌ایروس) است، پس از سفرش به بوئنوس‌آیرس در سال ۱۹۵۸ تغییر می‌کند. مالرو پس از بازدید از استودیوهای چند هنرمند آرژانتینی به همراهی رافائل اسکوئیرو، مدیر جوان موزهٔ هنر مدرن بوئنوس آیرس، جنبش‌های پیشتاز هنری جدیدی که در آرژانتین نهفته‌است را اعلام می‌دارد. نکتهٔ در خور توجه این واقعیت است که اسکوئیرو، شاعر و منتقد مشهور که در طول دههٔ شصت به مقام مدیر فرهنگی سازمان کشورهای آمریکایی در واشینگتن دی سی رسید، آخرین نفر بود مصاحبه خوبی با هنرمند تقریباً فراموش شده، ادوارد هاپر، پیش از مرگ او، انجام داد که منجر به احیای دوبارهٔ نام او شد. و باعث شد این هنرمند آمریکایی به یک بار و برای همه زمان‌ها مورد تقدیس قرار گیرد.
در دههٔ ۱۹۴۰ نه‌تنها فقط چند گالری (به عنوان مثال گالری هنر این قرن) بلکه تنها چند منتقد بودند که تمایل داشتند آثار پیشتازان هنری نیویورک را دنبال کنند. همچنین تعداد کمی از هنرمندان با پس زمینهٔ ادبی وجود داشتند، در میان آن‌ها، رابرت مادروِل و بارنت نیومن بودند که به عنوان منتقدان هنری نیز فعالیت می‌کردند.
با وجود غیرمعمول بودن، در حالی که نیویورک و جهان با هنر آوانگارد نیویورک ناآشنا بود، در اواخر دههٔ ۱۹۴۰ اغلب هنرمندانی که امروزه نامشان ورد زبان‌هاست منتقدان تثبیت‌گر خوبی را به عنوان حامی خود داشتند: حمایت کلمنت گرینبرگ از جکسون پولاک و نقاشان میدان رنگ نظیر: کلیفورد استیل، مارک روتکو، بارنت نیومن، آدولف گوتلیب و هانس هافمن از آن جمله‌است. در حالی که به نظر می‌رسید هارولد روزنبرگ نقاشان اکشن را ترجیح می‌دهد؛ نقاشانی نظیر ویلم دکونینگ و فرانتس کلاین. توماس ب هس، مدیر مسؤول نشریهٔ اخبار هنر، به دفاع از ویلم دکونینگ می‌پرداخت.
منتقدان جدید حمایت‌های خود را با برچسب‌زدن به دیگر هنرمندان به عنوان «پیروان» خود افزایش دادند و کسانی که در خدمت اهداف تبلیغاتی آن‌ها قرار نمی‌گرفتند نادیده می‌گرفتند.
به عنوان مثال، در سال ۱۹۵۸، مارک توبی «اولین نقاش آمریکایی بود که از زمان ویسلر (۱۸۹۵) برندهٔ جایزه برتر دوسالانهٔ ونیز می‌شد. با این وجود دو مجلهٔ هنری متنفذ نیویورک به این موضوع علاقه‌مند نبودند. مجلهٔ «هنر» به این رویداد تاریخی تنها اشاره‌ای کوتاه در ستون خبری و اخبار هنر (به سردبیری: توماس ب هس) کرد و آن را به کل نادیده گرفته. نیویورک تایمز و مجلهٔ لایف ویژه‌نامه‌ای به این منظور چاپ کردند.»
بارنت نیومن، اواخر عضو گروه بالاشهر می‌نوشت کاتالوگ پستی و مرور و در اواخر دههٔ ۱۹۴۰ یک هنرمند برگزاری نمایشگاه در گالری بتی پارسونز شد. اولین نمایش‌های انفرادی‌اش در سال ۱۹۴۸ بود. بارنت نیومن بلافاصله بعد از اولین نمایشگاهش، در یکی از جلسات هنرمندان در استودیو ۳۵ اظهار داشت: «ما تا حدودی، با تصویر خودما در حال ساختن جهانیم.» نیومن با استفاده از مهارت‌های نوشتاریش، برای تقویت گام‌هایش در راه تصویر تازه‌ای از خود به عنوان یک هنرمند ارائه می‌داد و برای ترویج آثارش می‌جنگید. به عنوان مثال می‌توان به نامهٔ او در تاریخ ۹ آوریل ۱۹۵۵، «نامه‌ای به سیدنی جنیس» اشاره کرد: «... درست است که روتکو مانند یک جنگنده حرف می‌زند، با این حال، رو به دنیای آدم‌هرزه‌ها حرف می‌زند. مبارزهٔ من علیه جامعهٔ بورژوا شامل رد کل جامعه می‌شود.»
در کمال تعجیب فردی به فکر ارتقای این سبک از نقدنویسی افتاد تروتسکیست نیویورکی کلمنت گرینبرگ بود. به عنوان منتقد هنری‌ای که مدت‌ها برای پارتیزان ریویو و هفته‌نامهٔ ملت نقد نوشته بود، به پیشگام بادانش طرفداری از اکسپرسیونیسم انتزاعی بدل شد. رابرت مادرول هنرمند، که جای پایش محکم شده بود، در ترویج این سبک به گرینبرگ پیوست که مناسب وضعیت سیاسی و تمرد روشنفکری دوران بود.
کلمنت گرینبرگ اکسپرسیونیسم انتزاعی و جکسون پولاک را به‌طور خاص به عنوان مظهر ارزش زیبایی‌شناختی اعلام کرد. این کار به‌سادگی پولاک را در زمینهٔ آثار فرمالیستیش پشتیبانی کرد تا این سبک عنوان بهترین نقاشی آن دوران شناخته شود و اوج سنت هنری از طریق کوبیسم و پل سزان رفتن به عقب تا به کلود مونه رسید، که به واسطهٔ آن نقاشی خالص‌تر شد و بیشتر بر چیزهایی که برای آن «ضروری» ست متمرکز گشت، یعنی ایجاد نشانه‌ها بر روی یک سطح صاف.
آثار جکسون پولاک همواره مورد نقدهای متضادی قرار گرفته‌است. هارولد روزنبرگ از تحول در آثار پولاک از نقاشی به درام وجودی صحبت می‌کند، که در آن «چیزی که روی بوم می‌آمد نه یک تصویر، بلکه یک رویداد است». «لحظهٔ بزرگ زمانی می‌آید که او تصمیم می‌گیرد نقاشی کند «که نقاشی کرده باشد». ژست‌های روی بوم ژست‌هایی‌اند آزاد از ارزش‌های سیاسی، زیبایی‌شناختی و اخلاقی»
یکی از پرآوازه‌ترین منتقدان اکسپرسیونیسم انتزاعی آن زمان جان کانادی منتقد نیویورک تایمز بود. مایر شاپیرو و لئو استاینبرگ نیز مورخان هنر مهم دوران پس از جنگ جهانی دوم بودند که به حمایت از اکسپرسیونیسم انتزاعی پرداختند. از اوایل دههٔ شصت تا اواسط آن منتقدان هنری جوانی نظیر مایکل فراید، روزالیند کراوس و رابرت هیوز بینش قابل‌توجهی را به دیالکتیک انتقادی اضافه کردند که به رشد در حول و حوش اکسپرسیونیسم انتزاعی پرداخت.

### دوران معاصر
منتقدان هنر امروزه نه‌تنها در رسانه‌های نوشتاری نظیر مجلات و روزنامه‌های تخصصی هنری به نشر دیدگاه‌های خود می‌پردازند، بلکه از طریق اینترنت، تلویزیون و رادیو، موزه‌ها و گالری‌ها نیز به این کار اقدام می‌کنند. همچنین بسیاری از آن‌ها در دانشگاه‌ها یا به عنوان مشاور هنری برای موزه‌ها مشغول به کار شده‌اند. منتقدان هنری به نمایشگاه‌ها مشاوره می‌دهند و غالباً برای نوشتن کاتالوگ نمایشگاه‌ها استخدام می‌شوند. منتقدان هنری سازمان خود خودشان را نیز دارند، یک سازمان غیردولتی یونسکو، به نام انجمن بین‌المللی منتقدان هنری که شامل حدود ۷۶ بخش ملی و سیاسی غیرمتعهد برای پناهندگان و تبعیدیان می‌شود .

## گونه‌های نقد هنری
1. نقد ژورنالیستی: مهم‌ترین مؤلفه نقد ژورنالیستی آن بود که به گونه یی از خبر و گزاره یی دربارهٔ یک رویداد فرهنگی و هنری تعبیر شود. برای خوانندگان یک مجله یا روزنامه نوشته می‌شد، به انعکاس مختصری از ویژگی‌های کلی یک نمایشگاه برای مخاطبان عام و گسترده محدود می‌ماند و اغلب عنوان مرور را روی آن می‌گذاشتند. نقدهایی که گیوم آپولینر می‌نوشت از انگیزهای ژورنالیستی مایه می‌گرفت و به منظور شرح و بیان یک عرصه پیچیده هنری بود.
2. نقد آموزشی: هدف از این‌گونه نقادی، ارتقاء آگاهی‌های حرفه‌ای و زیبا شناختی و بلوغ هنری هنر جویان بود. این نقد که بیشتر در کلاس‌های درس و هنرکده‌ها رواج داشت هم می‌توانست در مورد کارهای هنرجویان کارایی داشته باشد و هم در مورد آثار هنری پیشینیان. مراد آن بود که هنرجو بتواند خوب و بد کار خود را بسنجد.
3. نقد پژوهشی: این‌گونه از نقد هنری ابتدا تمام عناصر، سازه‌ها، فرام، ترکیب بندی، ساختار و رنگ را به دقت تجزیه و تحلیل می‌کند، سپس با تعبیر و تفسیر نماد‌ها و نشانه‌ها، به محتوا و درونه اثر می‌پردازد و دست آخر جایگاه اثر را در سلسله مراتب و رده‌بندی‌های تاریخ هنر مشخص می‌کند. نقد پژوهشی، در مورد هنرمندان زنده نقش قضاوت تاریخ را ایفا می‌کند و در مورد هنرمندان گذشته، شکلی از بازنگری در قضاوت‌های تاریخی را به خود می‌گیرد.
4. نقد ابزاری و کاربردی: این شکل از نقد هنری که به آن نقد هدفمند هم گفته می‌شود، در اثر هنری به چشم ابزاری برای پیشبرد اهداف اخلاقی، اجتماعی، سیاسی و حتی روان شناختی نگاه می‌کند.
5. نقد فراگیر و مردم پسند: این شکل از نقد، که هرگز نمی‌توان آن را هنری نامید بیش از گونه‌های دیگر رواج دارد و در واقع همان آرا و نظرهایی است که مردم بعد از دیدن یک اثر هنری ابراز می‌کنند. هر کس بی آن که از زیر و بم کار آگاهی درستی داشته باشد، از سر عاطفه و احساس و بینش فردی خود قضاوت می‌کند و به اعتبار آن که از توانایی بینایی برخوردار است و زبانش می‌گردد قضاوت دربارهٔ اثر هنری را حق مسلم خود می‌شمارد.
6. نقد فرمالیستی: به‌طور کلی می‌توان گفت که نقد فرمالیستی نقدی است عاری از محتوای حسی و عاطفی، نگرشی است به سوی فناوری‌های هنری، سبک و منر و در یک‌کلام فرم مستقل از معنا معطوف و محدود مانده‌است. این نقد در ضدیت با محتوا گرایی و روان شناختی کردن اثر هنری پدید آمد و منتقدانی چون راجر فرای، کلایوبل و کلمنت گرین برگ و پیروان آن‌ها از مروجان سرسخت آن بودند.
7. نقد متن گرا یا محتوا گرا: این شکل از نقد هنری به سه گونه: نقد تاریخی، نقد سیاسی - اجتماعی و نقد روان شناختی تقسیم می‌شود.[۸]

## وبلاگ‌های هنری
از ابتدای قرن ۲۱، وب‌گاه‌های نقد هنری آنلاین و وبلاگ‌های هنری در سراسر جهان برای افزودن صدای خود را به دنیای هنر تلاش می‌کنند. برخی از وبلاگ‌ها و وبلاگ‌نویسان هنری قابل توجه که به‌طور متمرکز به نقد هنری می‌پردازند عبارتند از: آرت فگ سیتی، بدبازیکن، جیمز واگنر، فالون و روسوف، وبلاگ وینکلمن، دو لایه رنگ، گزارش جیمز کالم، وبلاگ شارکفوروم، وبلاگ مجموعهٔ ووستر، وبلاگ برایان شروین در مای‌اسپیس، هراگ وارتانیان و هایپرآلرژیک، یادداشت‌های تایلر گرین در بارهٔ هنر مدرن، مجلهٔ هنری کواگولا و جری سالتز. بسیاری از این نویسندگان با استفاده از رسانه‌های اجتماعی مانند فیسبوک و توییتر مخاطبان را در جریان دیدگاه‌های نقد هنری خود قرار می‌دهند.

## پی‌نوشت
1. ↑  Levin on Hopper, "An intimate biography"
2. ↑  Thomas B. Hess, "Willem de Kooning", George Braziller, Inc. New York, 1959 p. :13
3. ↑  William C. Seitz, Mark Tobey by William C. Seitz, The Museum of Modern Art, New York, 1962.
4. ↑  Barnett Newman Selected Writings and Interviews, (ed.) by John P. O'Neill, pgs. : 240-241, University of California Press, 1990
5. ↑  Barnett Newman Selected Writings Interviews, (ed.) by John P. O'Neill, p. : 201, University of California Press, 1990.
6. ↑  Clement Greenberg, Art and Culture Critical essays, ("The Crisis of the Easel Picture"), Beacon Press, 1961 pp. :154-157
7. ↑  Harold Rosenberg, The Tradition of the New, Chapter 2, "The American Action Painter", pp. :23-39
8. ↑  قره باغی، علی اصغر. هنر نقد هنری.